# Muskat Speedway
Der Muscat Speedway (auch Oman Automobile Club Kart Track) ist eine Kartbahn in der omanischen Hauptstadt Maskat. Sie befindet sich etwa 2 km südöstlich des Flughafens Maskat und ist die erste und bis dato einzige permanente Motorsport-Rennstrecke Omans.

## Geschichte
Die Anlage wurde 1979 erbaut und 2012 in ihrer Streckenführung grundlegend überarbeitet.

## Streckenbeschreibung
Die in ihrer längsten Variante 1,15 km lange Strecke weist eine Breite von neun Metern auf. Zwei Kurzanbindungen erlauben die Konfiguration von bis zu vier unterschiedlichen Streckenvarianten – dem 1,15 km langen International Circuit, dem National Circuit, dem Classic Circuit und dem Short Circuit. Eine Tribüne in der Boxengasse bietet Platz für bis zu 1000 Zuschauer.

## Veranstaltungen
Auf der Strecke finden nationale und internationale Kartwettbewerbe von Sprintrennen bis hin zu 24-Stunden-Rennen statt. Daneben werden auch vereinzelt Driftwettbewerbe und Rallycross-Läufe auf der Strecke ausgetragen.